# Ecuadendron
Ecuadendron es un género monotípico de plantas de la subfamilia Caesalpinioideae, familia de las legumbres Fabaceae. Su única especie, Ecuadendron acostasolisianum D.A.Neill, es originaria de Ecuador.

## Descripción
Se conocen tres poblaciones en la costa ecuatoriana: en las estribaciones occidentales de los Andes, cerca de Manta Real en la frontera entre la provincia de Azuay y las provincias de  Cañar y Guayas, en la parte superior del Cerro Cimalón, dentro de la Reserva Ecológica Manglares-Churute, en la provincia de Guayas; y 350 km al noroeste, en la Reserva Ecológica Mache-Chindul, cerca del Río Sucio en la provincia de Esmeraldas. A partir del año 2000, menos de 100 ejemplares habían sido encontrados. Algunas poblaciones adicionales pueden existir y deben ser buscadas en zonas ecológicamente similares. La madera de la especie es altamente valorada por los madereros.